# くぶしっくり
くぶしっくりは長野県に伝わる日本の妖怪。

## 概要
長野県伊那市西箕輪羽広で語られていた妖怪で、夕方に道端に生えている木の下を子供が通ると顔に貼りついてくるという。くぶしっくりが出るとされる木は「くぶしの木」だとされる。くぶしはコブシ（辛夷）あるいはタムシバ（田虫葉、ニオイコブシ）の地方名で、「くぶしっくり」の「くぶし」もコブシのことだと考えられる。
『長野県史』では「道に出る妖怪」の一種類として分類されており、長野県の妖怪としては同様に木から現れる薬缶吊るや袋下げなども道に出る妖怪として分類されてきている。岐阜県の袋下げにも、「大きなえのきの木」に暗くなると出現するので近づいてはいけないと子供の注意に用いていたという話がある。

## くぶしの木
くぶしの木に関する言い伝えには、他にも長野県美和村（現・伊那市）にみることができる。道祖神の脇に「くぶしの木」が生えており、これに不用意に触れると瘧（おこり）にかかるといわれ、伐ってはならない木とされていた。
一般的に、コブシは開花などを農作の基準目安とする木として、あるいは花のつき方を作柄の予兆とする木としての役割も持たれていた。そのため、人々にとっては季節の移り変わりを示す、地域社会にとって身近な樹木でもあった。長野県以外の各地でも迎春花または白桜・田植桜・田打桜・種蒔桜などの呼び名でサクラと同様に季節や農期を示す木とされていた。